# Gråryggig klyvstjärt
Gråryggig klyvstjärt (Enicurus schistaceus) är en asiatisk fågel i familjen flugsnappare.

## Utseende
Fläckig klyvstjärt är en svartvitbrokig trastliknande fågel med mycket lång kluven svartvitbandad stjärt. Längden är 25 centimeter, inklusive stjärten. Den relativt stor, med vit panna, övergump och undersida samt ett brett vitt vingband. Likt svartryggig klyvstjärt har den vitt begränsat till pannan, dock något mindre utbrett. Vidare är näbben något större och hjässan samt, som namnet avslöjar, ryggen grå, ej svart.

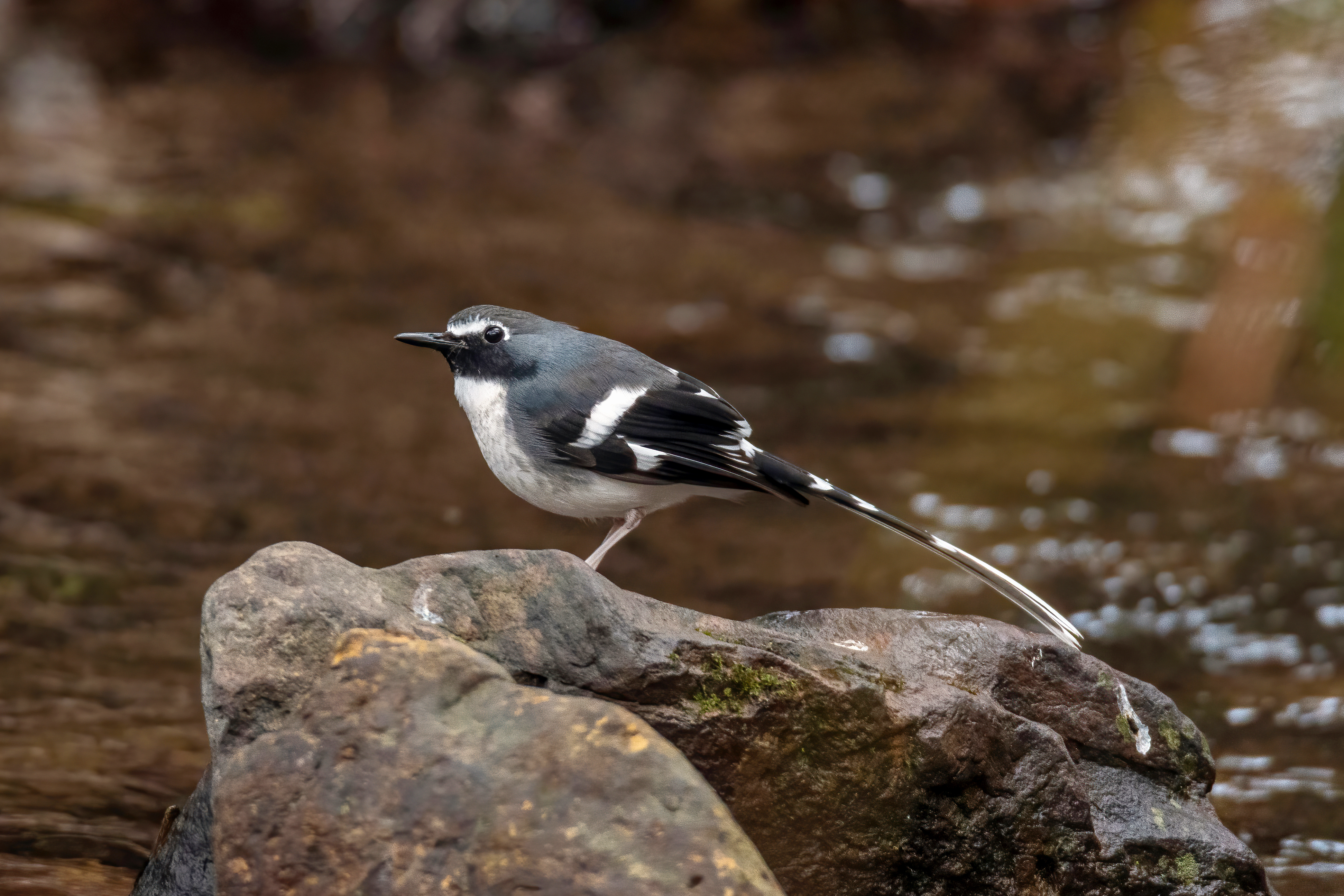

## Läten
Lätena återges i engelsk litteratur som ljusa och tunna "teenk", gälla "seet" raspiga "chaat" eller gnissliga "weeng".

## Utbredning och systematik
Fågeln förekommer i fuktiga bergsskogar i norra Indien till södra Kina och Sydostasien. Den behandlas som monotypisk, det vill säga att den inte delas in i några underarter.

### Familjetillhörighet
Klyvstjärtarna ansågs fram tills nyligen liksom bland andra stenskvättor, stentrastar, rödstjärtar vara små trastar. DNA-studier visar dock att de är marklevande flugsnappare (Muscicapidae) och förs därför numera till den familjen.

## Status och hot
Arten har ett stort utbredningsområde och en stor population med stabil utveckling och tros inte vara utsatt för något substantiellt hot. Utifrån dessa kriterier kategoriserar internationella naturvårdsunionen IUCN arten som livskraftig (LC).